# 俄鋁
俄鋁（俄語：МКПАО «ОК РУСАЛ»）是全球第三的鋁業公司，也是世界第三的鋁和氧化鋁生產商，佔全球鋁及氧化鋁產量分別為6%。

## 歷史
俄鋁在2007年3月，由前全球第三大鋁業公司俄羅斯鋁業公司、全球第十大鋁業公司西伯利亞烏拉爾鋁業公司和瑞士嘉能可的氧化鋁資產合併而成。
俄鋁在2010年1月27日以配售股份形式於香港上市，配售定價為10.8港元，集資約198億港元，成為香港首家上市的俄羅斯企業。
2017年11月2日，俄鋁股東特別大會通過採納「俄鋁」為公司的註冊中文名稱。

## 机构与企业
- 全苏铝镁研究设计院
- 阿尔汉格尔斯克州北奥涅加铝土矿
- 北乌拉尔铝土矿
- 南乌拉尔铝土矿
- 科米共和国乌赫塔的中季曼铝土矿
- 克拉斯诺亚尔斯克铝冶炼厂
- 布拉茨克铝冶炼厂
- 萨亚诺戈尔斯克铝冶炼厂
- 哈卡斯铝冶炼厂
- 博古昌铝冶炼厂：位于克拉斯诺亚尔斯克边疆区塔约日尼定居点
- 博古恰斯基水电站：位于克拉斯诺亚尔斯克边疆区科丁斯克
- 阿钦斯克氧化铝联合企业：
- 基亚-沙尔霞石矿：克麦罗沃州季蘇爾區
- SKAD公司:下游加工,克拉斯诺亚尔斯克地区
- 乌拉尔铝冶炼厂：斯维尔德洛夫斯克州卡缅斯克-乌拉尔斯基
- 乌拉尔铝箔厂：斯维尔德洛夫斯克州
- 亚美尼亚铝箔厂：埃里温
- 伊尔库茨克铝冶炼厂：谢列霍夫
- 伏尔加格勒粉末冶金厂
- 伏尔加格勒铝冶炼厂
- 克拉斯诺亚尔斯克铝合金轮毂工厂 (K&K)
- 克拉斯諾圖林斯克粉末冶金厂
- 北乌拉尔铝土矿
- 博克西托戈尔斯克氧化铝精炼厂
- 博戈斯洛夫斯克铝厂（俄语：Богословский алюминиевый завод）
- 坎达拉克沙铝冶炼厂
- 奥驰尼什氧化铝厂：爱尔兰奥格尼什岛
- 季曼铝土矿：科米共和国乌赫塔
- 尼古拉耶夫氧化铝炼厂
- 库比肯堡铝业公司：瑞典松兹瓦尔
- 弗里吉亚铝土矿和氧化铝联合公司：几内亚共和国弗里吉亚
- 新库兹涅茨克铝冶炼厂
- 昆士兰铝业公司：澳大利亚昆士兰州
- 泰舍特铝冶炼厂(在建中)：俄罗斯伊尔库茨克州
- 泰舍特阳极工厂（在建中）
- 牙买加西印度氧化铝公司
- 舍列霍夫粉末冶金厂：伊尔库茨克州谢列霍夫
- 萨亚纳尔：萨亚诺戈尔斯克
- 萨彦铝箔厂：莫斯科州德米特罗夫
- 迪安-迪安氧化铝精炼厂：几内亚博凯
- 金迪亚铝土矿公司：几内亚共和国金迪亚
- 乌拉尔硅厂：斯维尔德洛夫斯克州
- 博加特里—科米尔公司：哈萨克斯坦
- 圭亚那铝土矿公司：圭亚那乔治敦
- 纳德沃伊茨铝冶炼厂：卡累利阿
- 尼日利亚铝冶炼厂
- 意大利欧洲氧化铝公司：撒丁岛

## 制裁
2018年4月6日，俄鋁被美國財政部列入「特別指定國民名單」。俄鋁表示美國的制裁或會令公司陷入技術性違約。同月9日，俄鋁股價急挫五成。俄羅斯財政部長安东·西卢安诺夫表示將會對俄鋁提供支持。

## 外部連結
- 官方網站（页面存档备份，存于）